# Corni, Neamț
Corni este un sat în comuna Bodești din județul Neamț, Moldova, România.